# Sierra Adobe
La Sierra Adobe es una pequeña sierra de Nevada. Ubicada al noroeste y norte de Elko toma dirección norte-sur por unas 80 millas y cuenta con un área de 314 millas cudradas. Su punto más elevado es un pico inmominado de 8134 pies y los picoos de Sherman de 7522 pies de altura y los Buttes de 6674 pies de altura.
La vegetación de la sierra es principalmente matorral estepario. Algunos torrentes alimentan al río Humboldt el cual limiita a la sierra por el sur y el este.
Está ubicada en terrenos privados y la mitad pertenecen a la oficina para el manejo de la tierra. Los barrios periféricos de Elko se extienden hasta el sur de Adobes, donde se ubica el área de esquí de Elko Snobowl.  Algunas minas de carbón se encuentran en la vertiente norte de la sierra.
Sierra Adobe es un área de reciente desarrollo de alpinismo.